# Collisione aerea del Mar Mediterraneo
Il 15 gennaio 1953, un Vickers Valetta da trasporto della Royal Air Force (RAF), numero di serie VX562, entrò in collisione sopra il Mar Mediterraneo con un Avro Lancaster da pattugliamento marittimo sempre della RAF. Tutte le 26 persone a bordo di entrambi i velivoli persero la vita.

## L'incidente
Il Valetta era partito dalla base militare RAF Luqa con 16 passeggeri (15 aviatori e un marinaio della Royal Navy (RN)) per un volo di ritorno nel Regno Unito. Poco prima delle 05:00, il Valetta si trovava tra Pantelleria e la Sicilia quando entrò in collisione con il Lancaster in condizioni di scarsa visibilità e sotto una forte pioggia.
Il Lancaster del 38° Squadrone della RAF stava seguendo la HMS Gambia e altre navi della Royal Navy durante un'esercitazione antisommergibilistica. I sette membri dell'equipaggio del Lancaster e tutti quelli a bordo del Valetta rimasero uccisi.

## Recupero e conseguenze
La HMS Gambia e altre navi furono usate per cercare sopravvissuti sulla scena, ma furono trovati solo rottami. Successivamente il cacciatorpediniere HMS Chieftain fu inviato a cercare a est di Pantelleria dopo che fu trovato un portadocumenti appartenente a un membro dell'equipaggio del Lancaster, senza successo. L'unico corpo recuperato fu quello del sergente Victor Ronald Chandler della RAF (32 anni), che fu sepolto nel cimitero militare di Imtarfa a Malta.

## L'indagine
La corte d'inchiesta stabilì che le condizioni meteorologiche del momento erano state un fattore determinante, con temporali localizzati, forti piogge e grandine, e che non poteva essere attribuita alcuna colpa a nessun individuo. Le prove rivelarono che, sebbene il Malta Flight Information Centre non fosse in possesso di informazioni complete sulla rotta del Lancaster, ciò non costituiva una causa concomitante.